# Dipodomys compactus
Dipodomys compactus е вид бозайник от семейство Торбести скокливци (Heteromyidae).

## Разпространение
Видът е разпространен в Мексико (Тамаулипас) и САЩ (Тексас).